# Maria Zarębińska

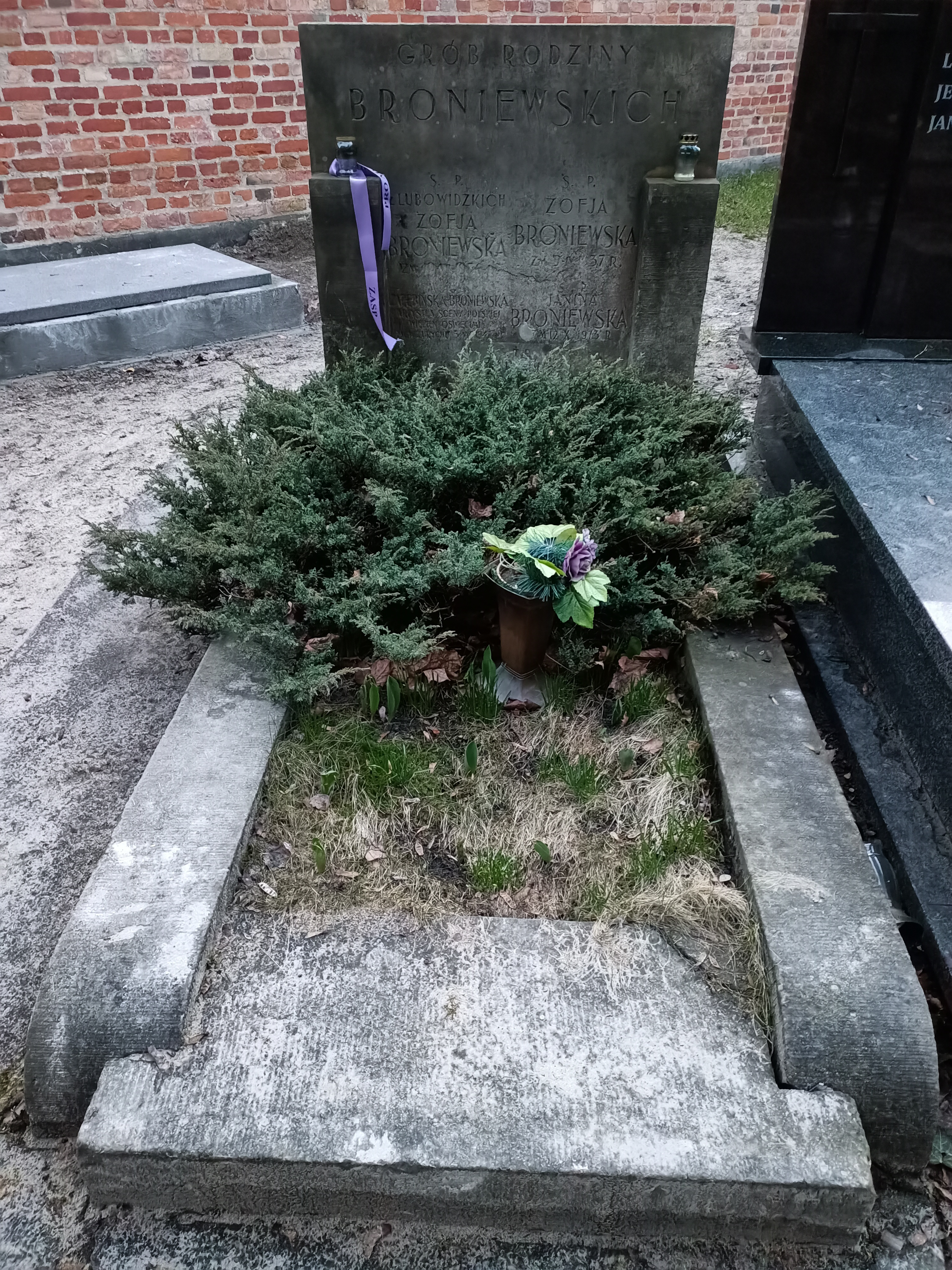
Grób Marii Zarębińskiej-Broniewskiej na Cmentarzu Powązkowskim w Warszawie

Maria Anna Zarębińska (ur. 22 kwietnia 1904 w Oleśnicy, zm. 5 lipca 1947 w Zurychu) – polska pisarka i aktorka.

## Życiorys
Była córką pisarza gminnego Pawła Zarębińskiego i Kazimiery z Łukasiewiczów. W latach 1924–1926 uczyła się aktorstwa w Instytucie Reduty, po którego ukończeniu występowała w Teatrze Reduta. Od 1929 do 1931 występowała na deskach Teatru Polskiego w Katowicach, w późniejszych latach nie była związana z konkretną sceną. W 1938 poznała swojego późniejszego męża Władysława Broniewskiego, z którym po wybuchu wojny znalazła się we Lwowie. Tam występowała do 1941 w Teatrze Polskim, a następnie powróciła do Warszawy, gdzie pomagała Żydom wydostać się z getta. Za tę działalność w 1943 aresztowano ją i wywieziono do Oświęcimia, później do Altenburga. Po zakończeniu wojny powróciła do gry aktorskiej występując w Teatrze Wojska Polskiego w Łodzi. Pogarszający się stan zdrowia zmusił ją jednak do zaprzestania pracy scenicznej.
Swoje przeżycia wojenne zawarła w Opowiadaniach oświęcimskich wydanych po jej śmierci, w 1948. Jej niedokończona powieść Dzieci Warszawy (wydana książkowo w 1958, ale drukowana wcześniej w odcinkach w Przyjacielu) była za czasów PRL-u lekturą obowiązkową w czwartej klasie szkoły podstawowej. Wyjeżdżając do sanatorium w Szwajcarii planowała dokończyć powieść po powrocie, tam jednak zmarła i z tej przyczyny książka nie ma zakończenia zamkniętego.
Pochowana na cmentarzu Powązkowskim w Warszawie (kwatera 348-1-25).

## Życie prywatne
Była matką Marii Broniewskiej i drugą żoną Władysława Broniewskiego.

## Upamiętnienie
W 2016 roku została wydana książka 44739. Wspomnienie o Marii Zarębińskiej – aktorce (Wydawnictwo Adam Marszałek, Toruń), która w części pierwszej jest zapisem rozmowy Anety Kolańczyk z Marią Broniewską, a w części drugiej zawiera Opowiadania oświęcimskie.

## Filmografia
- 1932 Biała trucizna - kokainistka
- 1934 Młody Las - uczennica Irka
- 1934 Czarna perła - pokojówka Tornów
- 1937 O czym marzą kobiety
- 1938 Sygnały - więźniarka w pralni
- 1938 Granica - Jaśka, Gołąbska